# ヤエヤマハナダカトンボ
ヤエヤマハナダカトンボ(八重山鼻高蜻蛉)は、西表島に生息する小柄なカワトンボ類の一つ。胴体が短く、頭部に前向きの突起がある。

## 特徴
ヤエヤマハナダカトンボ Rhinocypha uenoi Asahina は、トンボ目ハナダカトンボ科ハナダカトンボ属の昆虫で、八重山諸島の固有種。
一般的なカワトンボ類に比べて、胴体が短いのが特徴の一つで、止まったときに背中に立ててたたんだ翅より、腹部の方がかなり短いのがよくわかる。名前の由来は頭部の両複眼の間の部分が前にはっきりと突き出しており、まるで鼻が高いように見えることによる。
体長は雄で34mm、雌で29mm、後翅は雌雄とも25mm程度。胸部には黒地に黄色の筋模様があり、腹部は背面が赤っぽい。雄では腹部の赤が特に鮮やかでオレンジを帯びる。翅は縁紋以外に斑紋はなく、ほぼ透明、多少褐色を帯びる。

## 生育環境
渓流に生息する。コナカハグロトンボなどとも一緒に見られるが、この種の方がより木陰を好み、日なたの場所に出ることはほとんどない。木立の中の小流の周りで、日の当たるところに止まっているのが見かけられる。

## 生活史
成虫は6月から11月頃まで見られる。若い個体は流れを離れた森林内でも見られるが、成虫は流れの周辺にいる。成熟した雄は流れのそばの草や低木の枝先などに止まり、縄張りを占有する。
産卵は雌が単独で行い、水しぶきを浴びる朽ち木に卵を産むと言われる。
幼虫（ヤゴ）は、やや流れの緩やかな場所で、植物の根元などに潜むと言われる。
ヤゴは一般的なカワトンボのそれに近いが、やや寸胴。また尾鰓は中央鰓がなく、左右一対の側鰓だけを持つ。

## 分布
八重山諸島の固有種であるが、石垣島からは知られておらず、西表島のみに分布する。

## 近縁種等
日本では同属のものとして小笠原諸島にハナダカトンボ R. ogasawarensis Ogua がある。本種とは頭部や胸部がほとんど黒く、黄褐色の斑紋がないなどの点で異なる。

## 保護の状況
分布域の狭い種であるから、保護の問題が懸念される。沖縄県RDBにおいては、準絶滅危惧とされている。